# 仲村みう
仲村 みう（なかむら みう、1991年〈平成3年〉3月14日 - ）は、日本のAV女優、元グラビアアイドル。ティーパワーズ所属。岩手県出身。

## 来歴
2005年、芸能事務所スタイルエージェンシー の地方アイドル発掘オーディションの携帯サイトに応募したことで芸能界入り。当初は、岩手県から東京都へ通うのが難しいということで、ブログを始める。その後、夏休みに上京し、撮影会アシスタントなどを経験し撮影モデルに。それからは、岩手県から東京に通い活動する。中学卒業後に上京し、東京で生活するが、実家にも頻繁に帰省し、東京と実家にいる割合は「半々くらい」。
2005年、雑誌『Beppin-School』10月号でグラビアに初登場し、正式に芸能界デビュー。しばらくは、お菓子系雑誌で活動する。ローティーンとは思えないほどの際どい水着で多数の過激なポーズを披露、話題となり支持された。
2006年、講談社主宰のミスマガジン2006でミスヤングマガジンに選出される。2008年に実家が引っ越す。引越先は「岩手でも青森でもない」。引越し後は実家から通っていたが、その後、再び東京で一人暮らしを行う。
2009年3月10日、所属事務所の取締役に就任する。所属事務所は、就任理由について「長年の功績に報いるため」「卓越したプロデュース能力を後輩の育成にも活かして欲しいと考えたため」と、事務所のブログ（現在は閉鎖）でコメント。その一方で芸能事務所K-point（ケイポイント）と業務提携している。
2009年8月20日発売の週刊誌『FRIDAY』で、グラビア活動の引退を発表する。後にブログでも発表する。今後はコラムやブログなどの文筆業をメインとし、取締役として後輩の育成にも力を入れる。女優業やイベント出演はオファーがあれば続けたいとする。
2011年時点では女優業の他、事務所の後輩の育成（グラビアのプロデュース等）、漫画原作、アイドルイメージDVDの監督など多岐に渡って活動していた。同年10月、グラビアに電撃復帰（本人によると一時引退していた際も後輩の付き添いでグラビア撮影現場に行く事が多かった為、ブランクは感じなかったとのこと。）。その後、雑誌『週刊プレイボーイ』及び写真集『a will』で初のヘアヌードを披露した。同時期に引退も発表。
2011年11月23日に東京カルチャーカルチャー（お台場）で開催された引退イベント『仲村みう a will 〜みうまん大葬祭』（生前葬）を最後に、芸能界を引退。
2012年2月25日、ツイッター上のリプライによる「お別れ会祭り」が開催され芸能界完全引退となった（携帯を操作している様子はラブドルネット上でUstreamにより映像配信された。）。またイベント終了後は、オフィシャルのブログとツイッターアカウントが完全に削除されている。
2017年4月、MUTEKIからAV女優としてデビューすることが報道され、6月1日にデビュー。
2018年1月1日より、AVメーカー・MOODYZ（ムーディーズ）の専属女優となる。
DMM R18アダルトアワード2018において、『Fade In 仲村みう』が最優秀作品賞（通販部門・配信部門）を受賞。
2020年上半期の女優別アダルトビデオ売り上げ第5位。2020年12月に発表された「FLASH 2020年現役最強セクシー女優BEST100」読者投票・第38位。アサヒ芸能調べ（FANZA協力）2020年AV年間販売ランキングにおいて『交わる体液、濃密セックス』が3位、『出張先相部屋NTR【特別編】』が4位を記録したほか、10位までに4本がランクイン。また2020年以降は、MOODYZ（ムーディーズ）以外のWILL傘下メーカー（アイデアポケット、S1 NO.1 STYLE（エスワン）等）の作品へも出演するようになる。
2024年8月5日週FANZA通販フロアランキングで『大好きな婚約者の兄は、昔私を犯し続けた粘着ストーカーだった 仲村みう』 （アイデアポケット）が初登場5位を記録。
2024年8月12日週FANZA通販フロアランキングにて、『デビューから7年目、ついに解禁。 仲村みう初BEST8時間』（アイデアポケット）が5位にランクイン。『大好きな婚約者の兄～』が2位にランクアップした。FANZA通販フロア2024年8月度女優ランキング第6位。
2024年9月30日週FANZA通販フロアランキングにて、『人妻自宅エステサロン 醜いゲス隣人の絶倫チ〇ポで何度もイカされ中出しされてしまった美人エステティシャン 仲村みう』（アイデアポケット）が初登場3位となった。
同年11月11日週FANZA通販フロアにて、『催淫ガスエステ 強●キメセク中出しで堕とされた婚約者 仲村みう』（アイデアポケット）が初登場8位にランクイン。同年12月2日週FANZA通販フロアランキングにて、『人体固定 マ○コ破壊ピストン無限FUCK 仲村みう』（アイデアポケット）が初登場7位ランクイン。
2025年2月3日週FANZA通販フロアランキングにて、『【芸能人】仲村みう MOODYZ初 VERY BEST12時間』（ムーディーズ）が初登場5位となった。
FANZA通販フロア2025年2月度ランキング第9位。
同年5月12日週FANZA通販フロアランキングにて、『仲村みう × MOODYZ 遂にグラビアクイーンが参戦! ひとりバコバコバスツアー2025 芸能人! ファン大感謝スペシャル!! 素人男子と20発中出し大乱交!!』が初登場9位を記録。
同年7月7日週FANZA通販フロアランキングにて、『発射無制限！いつでも何度でも発射OK 超高級中出しソープ』（ムーディーズ）が初登場7位を記録。

## 人物・エピソード
- 趣味は、イラスト、詩を作る事（アイドル時代、ブログによく自作の詩を載せていた）、ビリヤード、コスプレ（衣装の作成も行っている）、アニメ観賞、フィギュア・ドール収集など。本人曰く、ドールの衣装作成などもよく行うが、フィギュアそのものの改造は苦手だそうである。
- 特技は、似てないモノマネ。レパートリーは、アンパンマンのチーズのモノマネや松浦亜弥の声マネ、本人曰く、よく滑るというアンパンマンのモノマネ。
- 家族構成は、両親と兄、3歳年下の弟。
- 小学校3年生の頃に、モーニング娘。の影響を受け、アイドルを目指す様になった。また、その過程で様々なアイドルに興味を持つ様になり、自他共に認める「アイドルマニア」になる。なお、本人の「尊敬するアイドル」の中には、先輩お菓子系アイドルの木嶋のりこやみひろも含まれている。また、デビュー後に好きなアイドルについてコメントした際は、岸波莉穂や時東ぁみ、後述の北乃きいを挙げている。
- 中学1年生の頃に、即席バンドに傾倒したことがあった。ハロプロ系に惹かれたものの、自分のカラーとは明らかに違い、なおかつ「人と同じ事をやりたくない」という信念からである。また、その頃テレビで見たNHKのしゃべり場で、大槻ケンヂが発した「批判はされても俺は俺だ」との言葉に「自分を持っていてかっこいい」と感化されて、ファンになる。元モーニング娘。の小川麻琴とは舞台で共演したのをきっかけに友達付き合いをしている。但し本人はまだ彼女に対する「憧れ」の思いが強い。
- 中学卒業後、グラビア業に専念するため、全日制高校には通学はせず通信制高校に入学した。
- 自身が受賞する前年のミスマガジン2005に、当時『Hana★chu→』の専属モデルとして活躍していた北乃きいがエントリーしているのを見て、一読者として投票していたが、自分が翌年同じ立場になるとは全く思っていなかった、とのこと。
- ほぼ同時期に活躍し、共演も多いしほの涼とは親友であり、互いに名前で呼び合う仲。頻繁に同じ雑誌に双方のグラビアが載り（しほのは彼女を「私の相方」と称したこともある）、趣味嗜好が似ていたりすることなどが仲の良い理由。
- 自身の最終的な目標は、女優かタレントになることである（但し、本人によると「仕事の種類を一つに絞りたくない」とのこと）が、グラビアアイドルであることに相当のこだわりがあり、年齢にそぐわない水着での過激なショットやゴスロリ調のコスプレ、笑わない表情など、そのほとんどが閃きによる自己プロデュースによるものである。[25]。
- 雑誌のインタビューやブログなどで、コスプレ好き[26]（特に、メイドなどのインドア系やアニメ系がお気に入り）であることを公言しており、アイドルじゃなかったらメイドになりたかったなどの発言をしている[3]。ブログの画像にコスプレした姿を使ったことも多い。
また、写真集の撮影時に「普段からよく着ている」としてゴスロリ衣装を持参、撮影時の衣装に流用したことがある[27]。
- アニメオタク、腐女子であり、コスプレが趣味[28][29]。
- 2007年11月に「病気で入院し休業」と発表され、予定されていたイベントなどは全てキャンセル。2008年2月、遠縁の親類女性に軟禁・脅迫され、解放された後もしばらく身を隠していたことを雑誌記事で発表。その後、芸能活動に復帰した[30]。
- インドア派であり、仕事や買い物など、特に外出する必要が無い限り、家で読書やゲームをして過ごすことが多い。外出しても動き回らずに、用を済ませるとすぐ帰宅するか、喫茶店などで過ごすことが多く、そのため、東京に住んでいても東京の地理が分からず、軟禁された時に逃げられなかった理由の1つに挙げている。また、旅行や海外ロケも好きではないとのこと。
- 好きな作家は、ヒキタクニオ。
- 芸能活動に関しては「周りには秘密にする事」を条件に学校から活動の許可を得たが、担任教諭が喋ってしまい、周囲に知れ渡った。ちなみに、中学生としてはかなりハードな内容のグラビアやDVDが多いが、級友達は男女問わず、応援してくれたという。
- 「ミスマガジン2006」発表時のコメントは、「15歳ですが、不思議系セクシーガールでがんばります」だった。なお、本人によると「ミスマガジンのセクシー・エロ担当」で用意される水着も一番小さかったとのこと。
- 上京後、ペットに小動物を買おうと思い、ペットショップに行ったが、そこにいたヘビに一目惚れ。予定を変更し、そのヘビを購入、「雪乃丞」と名付けて飼育していたことがあり、エサの冷凍マウスも気持ち悪がらずに扱っていたとのこと。本人のブログによると、2007年6月24日に雪乃丞は死んでしまった模様。その後、新しいペット（候補は最初、小型の犬猫または小動物だったが、そのうち種類を限定しなくなった）を飼おうか1年近く考えていたが、2008年5月に、実家でオカヤドカリ3匹を飼い始めたことをブログで発表した。
- 極度の人見知りで、普段から無口である（多数の人間の前で喋るのが苦手）ため、テレビの深夜アイドル番組で最後まで発言できず、1週で落とされたことがある[30]。ただ、雑誌などのインタビュー（自分から話題を振ることも頻繁にある）や自身のブログでは饒舌なことがある。
- 自分の声にはコンプレックスがあるが、声優の仕事を始めたことで、やっと自信を持てる様になってきたとのこと。
- ブログで詩的な文を書くことがある[31]。
- ブログでの一人称は「お嬢」。コメント欄でもそう呼ばれることが多い。撮影現場でもそう呼ばれるため、本人は「『みうみう』から『お嬢』にニックネームが変わった」と、DVDでコメントしている。
- 水着のグラビアでは、プールや海などで水に漬かったりするカットは、他のモデルに比べると極端に少ない。
- お菓子系アイドル出身者としては珍しく、女性ファンも非常に多いのが特徴。女性ファンの中に、彼女のスタイルやメイクを気に入っている者が多いことを知り、それに答える形で自己流メイクの仕方や愛用の化粧品類をブログで公開している。
- 昨今のローティーンアイドルのグラビア・DVDなどの過激路線化は、自分が原因ではないのかと心情を吐露すると共に、現状に対して「やりすぎ。見た人にモデル自身の魅力が伝わらない」とコメントしている。彼女のグラビアでの過激路線は、彼女自身の意思やアイデアで行っているものであり、本人も自分の魅力を表現する一手段と捉えているが、ヒットした後に、低年齢モデルに対し過激路線を強要する例も出て来ている[32]。
- 2008年5月、「5月6日にブログを50回更新します」とブログで予告発言し、20時25分に目標達成した。「みうみう祭」というタイトルも付けていた。
- 好みのタイプは、南海キャンディーズの山里亮太[33]。
- 一時期、ミスマガジンフットサルチームのメンバーだった[いつ?]。

### プロフィール
- アイドルファクトリー専属契約モデル。
- 清純いもうと倶楽部看板モデル。
- Tax Houseイメージガールグランプリ。

## 出演

### テレビドラマ
- 拝み屋横丁顛末記（2006年12月2日、テレビ朝日） - 松川萌絵 役（第1話ゲスト）
- しにがみのバラッド。（2007年1月29日、テレビ東京） - 藤島豊花 役（第4話ゲスト）
- 時空警察ヴェッカーシグナ（2007年7月6日 - 9月21日、TOKYO MX） - 桐乃かすみ / 時空特捜キリー 役
- ケータイ少女（2007年10月4日 - 12月20日、テレビ埼玉）他放送局 チバテレビ、とちぎテレビ、西日本放送、あいテレビ、ファミリー劇場（スカパー ch.361） - 巴沙代 役
- 精霊少女隊（2008年9月27日、BS-i）

### バラエティ
- E娘! ミスマガジン2006スペシャル（2006年3月30日、TBS / 2006年4月2日、BS-i）
- E娘! ミスマガジン2006バトル（2006年6月8日・15日、TBS / 2006年6月11日・18日、BS-i）
- ミスマガ! #03（2006年7月、USEN提供のパソコンテレビGyaO）
- 天使らんまん 夏休みSP（2006年8月、毎日放送）
- グラドル女学院（2006年8月 - ?、BSフジ） - 第1期レギュラー出演
- グラビアトークオーディション（2006年10月28日、フジテレビ） - 第1回出演
- MIDTOWN TV「○○あい☆コラ!生やぐち」#10（2007年9月、USEN提供のパソコンテレビGyaO）
- MIDTOWN TV「キネマルネッサンス あ〜や城」#20（2008年6月、USEN提供のパソコンテレビGyaO）
- うるまでが〜まる（2009年1月 - 3月、テレ玉、関西テレビほか）
- 浜ちゃんが!（2009年11月、読売テレビ）

### 映画
- まいっちんぐマチコ先生 Go!Go! 家庭訪問!!（オリジナルDVD、2007年5月発売） - テンコ 役
- デコトラの鷲 其の五 火の国熊本親子特急便（2008年5月公開）
- 制服サバイガール（2008年12月公開）
- テケテケ2（2009年3月21日公開）
- バサラ人間（2009年3月28日公開）
- 富江 アンリミテッド（2011年5月14日公開） - 主演・富江 役

### 舞台
- メイド喫茶の神様（2007年4月13日 - 15日、シアターVアカサカにて） - 藤山晶 役
- ケンコー全裸系水泳部 ウミショー（2007年8月2日 - 8日、全労済ホールスペース・ゼロにて） - 姫川佳織 役
- 2LDK（2010年5月4日、青山円形劇場にて） - 松本希美 役

### テレビアニメ
- もやしもん （2007年） - L.ヨグルティ 役

### ネット動画
- ツインテールの小悪魔ロリータ!!-sabra net BB-（小学館sabraサイト）

### 連載
- 『みうまん〜腐っても仲村家!!〜』（「週刊プレイボーイ増刊 漫'sプレイボーイ」第1号（2009年4月30日刊行） - 第5号（2010年4月30日刊行）、「週刊プレイボーイ」第45巻第7号・No.9（2010年3月1日発行・2010年2月15日発売）及び第45第9号・No.11（2010年3月15日発行・2010年3月1日発売）から第47巻第1号・No.1・2合併号（2012年1月9日発行・2011年12月22日発売）まで）

## 作品

### アダルトビデオ
- Fade In 仲村みう（6月1日、MUTEKI）[34]

- 中出し4本番 芸能人MOODYZデビュー解禁SP!!（1月1日、MOODYZ）[35]

- 禁欲爆発焦らされオーガズム（1月2日、MOODYZ）
- 芸能人風俗フルコース～極上中出し天国Special～（7月1日、MOODYZ）
- 「もうイッてるってばぁ!」連続中出しオーガズムSP（11月1日、MOODYZ）

- 交わる体液、濃密セックス 完全ノーカット4本番スペシャル 【芸能人】S1緊急参戦!（2020年2月19日、S1 NO.1 STYLE）
- 出張先相部屋NTR【特別編】絶倫の部下に一晩中何度も中出しされた美人女上司 仲村みう（4月13日、アイデアポケット）
- 芸能人仲村みう初痴女! フェラチオ地獄Special（6月13日、MOODYZ）
- 激イキ126回! 痙攣4500回! イキ潮1800cc!【芸能人】仲村みうエロス覚醒 人生一番の大・痙・攣ノンストップ5本番スペシャル（8月7日、S1 NO.1 STYLE）
- 上司が出張で不在中、上司の妻とめちゃくちゃ中出ししまくった3日間。 仲村みう（10月19日、S1 NO.1 STYLE）
- 中出しOK! 女教師仲村みうの誘惑授業（12月13日、MOODYZ）

- クール美女芸能人が亀頭バカになるまでヌイてくれる超高級メンズエステ（2月13日、MOODYZ）
- 最高の美女と交わすヨダレだらだらツバだくだく濃厚な接吻と中出しセックス（4月13日、アイデアポケット）
- 元・芸能人 使い捨て中出し肉便器 仲村みう（6月13日、MOODYZ）
- 僕の恋人が家で待ってるのに、終電逃がし美人女上司の家に泊まる流れに…ノーパンノーブラ 部屋着に興奮した絶倫のボクは一晩中ヤりまくった。。。 「終電ないならウチ来な」 仲村みう（8月13日、アイデアポケット）
- ※芸能人生初の台本一切無し!! ハメ撮り! すっぴん! 何でもアリ! 【グラドル】仲村みうのスケベ本性剥き出しSEX!! ガチで二人きりの温泉旅行でヤリまくった生々しすぎる超レアなエロス200%動画（10月26日、S1 NO.1 STYLE）
- クリムゾン × 仲村みう 催眠に逆らえない女 南雲さゆき編（12月21日、MOODYZ）

- 突撃! 芸能人仲村みうが噂の風俗店に体当たりガチ潜入リポートSPECIAL! ピンサロ! M性感! 出張ホスト! ハプニングバーとカラダとアソコを張りまくって体験取材!!（2月8日、アイデアポケット）
- あなた、許して…。 夫には言えない義父との情事 仲村みう（4月5日、 アタッカーズ）
- キス・手淫・囁き痴女 仲村みう（6月14日、アイデアポケット）
- 妻と倦怠期中の僕は義姉（みう）の誘惑に負けて何度も、何度も、中出し不倫してしまった… 仲村みう（8月16日、MOODYZ）
- 仲村みうの凄テクを我慢できれば生★中出しSEX!（11月2日、ワンズファクトリー）
- イキ汁ドバドバ感度爆上がり芸能人を48時間ぶっ通しでハメまくる ノンストップキメセク潮吹きオーガズム　仲村みう（12月20日、MOODYZ）

- 究極の美顔フェラチオマニアックス 芸能人仲村みうのネバスペおしゃぶり口内射精SPECIAL（3月14日、アイデアポケット）
- 「存分にヤルから…」 綺麗なお姉さんにホテルで24時間痴女られ絞りヌカれた男達。 仲村みう（5月9日、アイデアポケット）
- あなたが家を空ける朝から晩、お義父さんのベロ舐め舌技にイカされ続け… 【特別編舐め姦オヤジ】 仲村みう（7月11日、アイデアポケット）
- 出張先が記録的豪雨で童貞部下と突然相部屋に… 雨で濡れた身体に興奮した部下に襲われ朝まで9発のびしょ濡れ絶倫性交 仲村みう（10月10日、アイデアポケット）
- 中出しOK淫語と汗蒸しパンチラで女上司に誘惑されっぱなしのボク 仲村みう（11月14日、アイデアポケット）

- 死ぬほど大嫌いな上司と出張先の温泉旅館でまさかの相部屋に… 醜い絶倫おやじに何度も何度もイカされ中出しされてしまった私。 仲村みう（1月9日、アイデアポケット）
- 媚薬中出し痴漢電車に堕ちた気高き美人捜査官ミウ 仲村みう（3月19日、MOODYZ）
- M男クンのお宅へ仲村みうが特攻デリバリー! 凄テク（ゴム有り）SEXを5分我慢できたらナマ中出しで痴女ってアゲるん! 仲村みう（4月16日、MOODYZ）
- 年上の妻みうに制服着せて青春SEX 大好きな妻の10代を妄想して出会った頃のようにハメ狂いした週末 仲村みう（5月21日、MOODYZ）
- 芸能人がチ○ポチ○ポチ○ポまみれの大大大乱交 中出しSPECIAL 仲村みう（6月18日、MOODYZ）
- 絶対主観! デカチン患者をガン見触診したくなる淫語手コキ誘惑ナース射精20発痴女看護 仲村みう（7月16日、MOODYZ）
- グラビア時代からの筋金入りファン限定! 素人オヤジとベロキス接吻体液交換よだれ大感謝祭! 仲村みう（8月20日、MOODYZ）
- 大好きな婚約者の兄は、昔私を犯し続けた粘着ストーカーだった 仲村みう（9月10日、アイデアポケット）
- デビューから7年目、ついに解禁。 仲村みう初BEST8時間（9月10日、アイデアポケット）※単体ベスト
- 美人妻ヌードモデルNTR 上司との羞恥交に沼った人妻の衝撃的浮気動画。 仲村みう（10月8日、アイデアポケット）
- 人妻自宅エステサロン 醜いゲス隣人の絶倫チ〇ポで何度もイカされ中出しされてしまった美人エステティシャン 仲村みう（11月12日、アイデアポケット）
- 催淫ガスエステ 強制キメセク中出しで堕とされた婚約者 仲村みう（12月10日、アイデアポケット）

- 人体固定 マ○コ破壊ピストン無限FUCK 仲村みう（1月14日、アイデアポケット）
- 「おち〇ちん勃起させてごめんね。」 義理の息子が女湯でフル勃起!? 戸惑った義母がこっそりヌイてあげるも自身も欲求不満なので性のおもちゃにシテあげた 仲村みう（2月11日、アイデアポケット）
- 【芸能人】仲村みう MOODYZ初 VERY BEST12時間（3月4日、MOODYZ）※単体ベスト
- レズクンニ初解禁 おま〇こビチョ濡れイキ狂いクンニ絶頂アクメ 仲村みう（3月18日、MOODYZ）
- 悩殺スレンダー脚フェ痴女教師 パンスト足でドMチ〇ポをイジり焦らして杭打ち中出しガニ股FUCK 仲村みう（4月15日、MOODYZ）
- 僕のコンカフェ通いに嫉妬した妻のジェラシーメイドご奉仕 バチクソ可愛さにチ◯ポビンビン欲情ピストンで妊娠確定18発中出し 仲村みう（5月20日、MOODYZ）
- 仲村みう × MOODYZ 遂にグラビアクイーンが参戦!  ひとりバコバコバスツアー2025 芸能人! ファン大感謝スペシャル!! 素人男子と20発中出し大乱交!!（6月17日、MOODYZ）
- 羞恥衣装でドッキドキ街ブラ即ズボ中出し散歩 仲村みう（7月15日、MOODYZ）
- 発射無制限! いつでも何度でも発射OK 超高級中出しソープ 仲村みう（8月19日、MOODYZ）

### アダルトVR
- 芸能人・仲村みう解禁VR（12月20日、MOODYZ）[36]

- 芸能人 × HQ高画質 アナタを何度も射精させたい仲村みうの淫語痴女SPECIAL 見つめられまくりJOI! 淫語中出しSEX! ヒワイ敬語SEX! 顔もカラダも声もVRハイクオリティ全3コーナー!!（5月31日、MOODYZ）
- 芸能人・仲村みう さらに、ぐっとハイクオリティVR 出張先で女上司とラブホテル2人きりシチュエーション 密室AV観賞 & 水着混浴ジャグジーFUCK & 目覚めのおねだり中出しSEX! イイ女と夜から朝まで2人きり! 普段は仕事ができる上司がラブホの中では…!!（9月4日、MOODYZ）

### イメージビデオ
- フェアリー・仲村みう14歳（12月1日、アイドルファクトリー）

- 卒業・仲村みう（3月30日、アイドルファクトリー）
- みうみう（7月29日、ジーオーティー）
- ミスマガジン2006 仲村みう（10月25日、バップ）

- グラドル女学院 未公開お宝映像集(3)〜仲村みうSP〜（1月17日、イーネットフロンティア）
- ラストステージ-仲村みう（3月31日、アイドルファクトリー）
- ケガドル!（10月25日、ラブドルネット）※オムニバス作品
- 舞台 ケンコー全裸系水泳部ウミショー（11月21日、ジェネオン エンタテインメント）
- 仲村悠里 仲村みう×森下悠里（12月24日、アイドルファクトリー）
- 森下みう 森下悠里×仲村みう（12月24日、アイドルファクトリー）
- LOVEDOLNETオムニバス〜Duet〜（12月24日、ビデオメーカー）

- LOVE DOL T's＜ラブドルティーンズ＞（9月30日、ラブドルネット）※オムニバス作品

- 聖少女-MUTEKI未成年（3月25日、アイドルファクトリー）
- Miu. FINAL 1/3（8月22日、アイドルファクトリー）
- Miu. FINAL 2/3（10月25日、アイドルファクトリー）

- Miu. FINAL 3/3（1月3日、アイドルファクトリー）
- ラブドルコンプリート（3月14日、ラブドルネット）
- 聖少女MUTEKI未成年 -EX (ディレクターズカット版) （5月2日、アイドルファクトリー）

- a will（12月20日、アイドルファクトリー）
- Fade Out（2月27日、アイドルファクトリー）

- 熱辣情婦 仲村みう（10月25日、	Aircontrol）

### 写真集
- Miuのうた（2006年11月、彩文館出版、撮影：斉木弘吉）ISBN 978-4-7756-0158-7
- 制服放浪記（2007年6月26日、ワニブックス、撮影：今村敏彦）ISBN 978-4-8470-4017-7
- ケガドル! 桃十字病院のホータイ系少女たち（2007年7月、ワニブックス、撮影：小久保洋）ISBN 978-4-8470-4030-6 ※オムニバス作品
- インモラリティ〈サブラDVDムック〉（2008年10月11日[37]、小学館、撮影：野村誠一） ISBN 978-4-09-103064-1
- 月刊仲村みう〈SHINCHO MOOK 115〉（2009年4月、新潮社、撮影：緒方秀美）ISBN 978-4-10-790199-6
- ReAL FaKE Doll（2009年8月4日、ワニブックス、撮影：渡邉安治）ISBN 978-4-8470-4193-8
- みうのいた季節（2009年9月4日、講談社、撮影：井ノ元浩二）ISBN 978-4-06-215698-1
- The Everlasting〈サブラDVDムック〉（2009年10月、小学館、撮影：橋本雅司）ISBN 978-4-09-103077-1
- 少女メモリアル（2010年1月15日、ジーオーティー、撮影：田村浩章）ISBN 978-4-86084-736-4
- a will（2011年11月14日、集英社、撮影：井ノ元浩二）ISBN 978-4-08-780631-1
- 仲村みう写真集『Nevermind』（2023年12月19日、ジーオーティー、撮影：冨貴塚宏樹）ISBN 978-4-8236-0557-4

### CD-ROM写真集
- 仲村みう CD写真集（2006年4月30日、アイドルファクトリー）
- 仲村みう CD写真集 ラストステージ序曲（2007年1月31日、アイドルファクトリー）

### 単行本
- 仲村みう公式ブログ本 ナカムライフ（2009年3月、小学館）ISBN 978-4-09-363723-7

### 愛蔵版コミックス
- 仲村みうのみうまん 1 〜腐っても仲村家[38]（2010年8月、集英社、原作：仲村みう、漫画：田辺洋一郎）ISBN 978-4-0878-2199-4
- 仲村みうのみうまん 2 a will[39]（2011年12月、集英社、原作：仲村みう、漫画：田辺洋一郎）ISBN 978-4-0878-2423-0

## その他製品

### カレンダー
- 仲村みう 2020年カレンダー（2019年11月16日、トライエックス）
- 仲村みう 2021年カレンダー（2020年11月21日、トライエックス）
- 仲村みう 2022年カレンダー（2021年11月20日、トライエックス）
- 仲村みう 2023年カレンダー（2022年10月15日、トライエックス）